# Minoan Lines

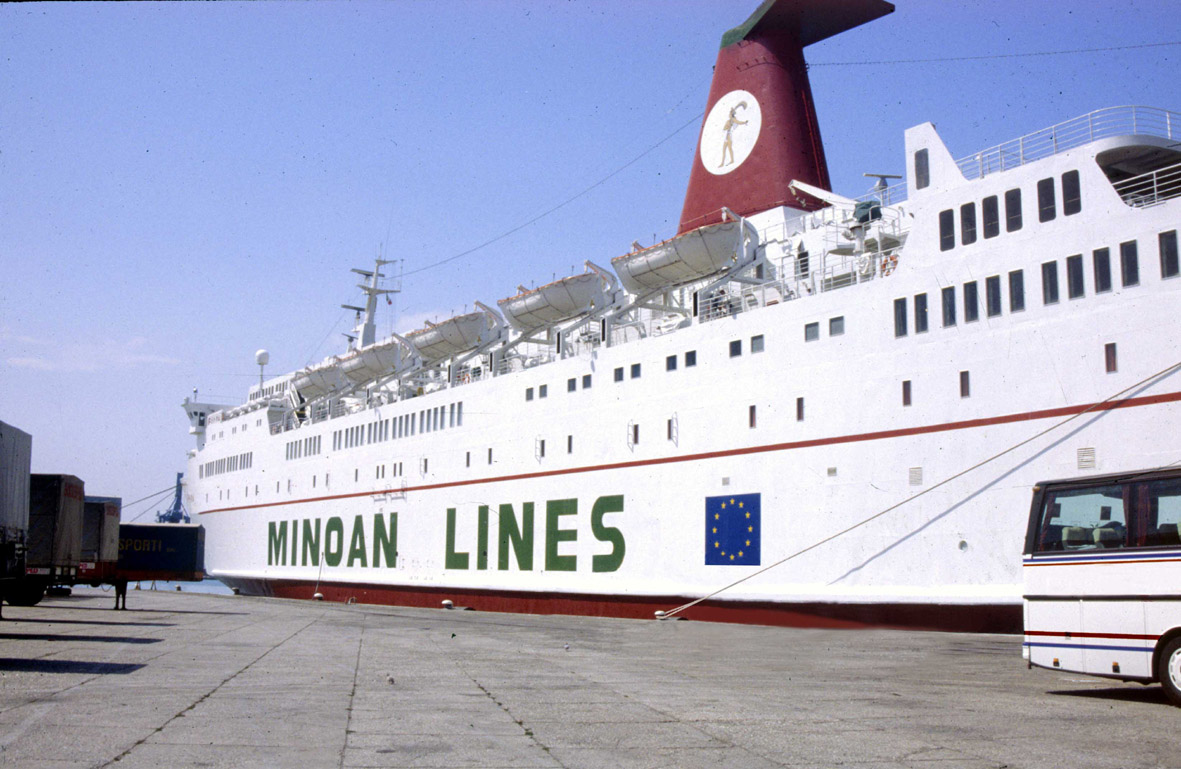
Minoan Lines, F/B Fedra

Minoan Lines (Lily Prince Fresco), grekiskt rederi som bedriver både gods- och persontrafik i medelhavsområdet.
Minoan Lines är ett av Greklands ledande rederier som från starten 1972 vuxit i rasande fart. Minoan Lines har en flotta på 8 ultramoderna fartyg som går på persontrafik och kryssningar runt om i Medelhavet. Rederiet har sin bas i Heraklion på den grekiska ön Kreta. I flottan ingår bland annat snabbfärjan H/S/F Pasiphae Palace.
Sedan 2008 ingår Minoan Lines i italienska rederigruppen Grimaldi Ferries. Rederiet representeras i Skandinavien av Ferry Center i Ystad.

## Fartyg
- H/S/F Ikarus Palace
- H/S/F Pasiphae Palace
- H/S/F Europa Palace
- H/S/F Knossos Palace
- H/S/F Olympia Palace
- H/S/F Festos Palace